# Ramoli Bairiya
Ramoli Bairiya – gaun wikas samiti w środkowej części Nepalu  w strefie Narajani w dystrykcie Rautahat. Według nepalskiego spisu powszechnego z 2001 roku liczył on 829 gospodarstw domowych i 5177 mieszkańców (2539 kobiet i 2638 mężczyzn).